# Divino (cantante)
Daniel Velázquez (El Bronx; 7 de agosto de 1977), más conocido artísticamente por su nombre artístico Divino, es un cantautor puertorriqueño de reggaetón.

## Biografía
Perteneció al grupo Psycho Unity junto a Sayco y su hermano fallecido K2 Young, y con él participó en producciones de DJ Playero, tales como Mc Stop Reggae o Playero 38 durante 1994.
En el año 1995, el grupo lanzó un álbum llamado "A Dónde Voy". Su hermano, K2 Young, se involucró en el género del reguetón como miembro del equipo de DJ Playero. Era conocido por su estrecha amistad con Baby Ranks, con quien actuó a menudo. Divino decidió que el destino de su hermano era conquistar el género y optó por vivir a través de él, en lugar de compartir con él ese viaje. Sus propias aspiraciones musicales se desvanecieron a fondo.
En 1999, fue asesinado K2 Young, tan solo un día después de celebrar su cumpleaños. Baby Ranks, quien también estaba devastado por la pérdida, le propuso a Divino unirse a él en una pista que estaba grabando para la producción Darwins The Music II. Más tarde, unieron fuerzas otra vez para el éxito «Quiero esa nena» del álbum The Flow: Sweet Dreams de DJ Nelson. Impresionado por la voz de Divino y sus habilidades de composición única, otros artistas comenzaron a solicitarle que apareciera en sus álbumes. Entre ellos se incluye a Daddy Yankee, que junto a Divino, ofrecen la canción "Dímelo" en El Cangri.Com del año 2002, y posteriormente Wisin & Yandel, con quienes colaboró en Salgo Filoteao y en el álbum del dúo "De otra manera". Durante la grabación de su álbum dedicó uno de sus mejores éxitos a una chica llamada Génesis García.
Tal vez el lanzamiento crucial en la carrera de Divino fue la canción "Quiero Saber", que grabó para el disco recopilatorio MVP, álbum que vendió más de 100.000 copias en el año 2002. Poco después, José Ángel Gocho Torres, el productor de MVP, asociado con Raúl López, CEO de Luar Music y MVP Récords, compañía que incluía en sus filas en aquella época a la banda de Reggae "Cultura Profética", y el dúo de Reguetón Ángel & Khríz, entre otros artistas.También hizo una colaboración con el reguetonero RoloRolexx en el tema "Marroneo.
Gocho se acercó a Divino y le preguntó que si estaría interesado en firmar con el sello MVP Récords. En 2004, lanzó su álbum como solista Todo A Su Tiempo, que incluyó éxitos como la colaboración de Daddy Yankee "Se Activaron Los Anormales", "Super Gangsteril" con Polaco, "Ya Estoy Llegando" y la balada "Dile Mar", pero la canción más significativa para Divino fue "Una Lágrima", profundamente personal. Un desgarrador homenaje a su difunto hermano.
Movidos por sus letras introspectivas y su flujo distintivo, el público y críticos por igual comenzaron a tomar nota. Todo A Su Tiempo, alcanzó el estatus de oro y obtuvo dos nominaciones a los premios Billboard en el año 2004: uno como "Mejor Artista Nuevo" y "Mejor Álbum Tropical". Desde entonces, Divino ha publicado éxitos como "Llégale", destacando en álbumes como en Los Anormales de Héctor el Father y "Un Simple Bandolero", apareció en MVP 2: The Grand Slam. Con el género Reguetón ganó reconocimiento internacional que lo preparó para un éxito incluso mayor. La empresa MVP Records lanzó una edición especial de Todo A Su Tiempo: Platinum Edition, que fue publicado el 14 de febrero en el año 2006. El álbum incluye grabaciones originales de Todo a su tiempo y sus éxitos "Noche de travesuras", "Un simple bandolero" y "Llégale", con dos nuevas canciones, "Amor de una noche" y "Para dónde voy".
En medio de una pausa musical, el cantante comenzó una dieta causada por el fallecimiento de su padre por obesidad. También formó parte brevemente del sello Drama Records, propiedad de Ivy Queen desde 2007 a 2008, donde lanzó una sola canción «Pobre corazón» para su álbum Sentimiento, ingresando a múltiples listas de Billboard, pero sin llegar al top 10. Posteriormente publicaría una remezcla del tema en versión salsa que aparecería en su álbum Por Experiencias Propias, publicado en 2010.
En 2014 se unió a la compañía Eme Music, del dúo Baby Rasta & Gringo, grabando su primer tema "Te deseo lo mejor" con Baby Rasta & Gringo.
En 2023, lanzó un sencillo titulado «Más fuerte que nunca», que formó parte del primer proyecto de música cristiana por parte del productor Boy Wonder CF titulado Chosen Few Fe.

## Colaboraciones
Divino ha colaborado con cantantes reconocidos en el género del Reguetón, tales como: Daddy Yankee, Héctor "El Father", Wisin & Yandel, Alexis & Fido, Baby Rasta & Gringo, Lito & Polaco, J Álvarez, Farruko,  Tempo y los cantantes cristianos: Marcos Yaroide, Abraham, Manny Montes, Michael Pratts e Isaac "La Voz", entre otros. Su último éxito se titula "Te Deseo Lo Mejor" junto a Baby Rasta.

## Discografía
Álbumes de estudio
- 2004: Todo a su tiempo
- 2010: Por experiencias propias